# Zrakový nerv
Zrakový nerv (latinsky: nervus opticus, pl. nervi optici), jinak též II. hlavový nerv, je párový hlavový nerv, který přenáší zrakovou informaci z oční sítnice do zrakových center, především do Brodmannových okrsků 17, 18 a 19 týlního laloku mozkové kůry. Jedná se o svazek axonů sítnice, který je speciálním senzorickým nervem. Do oční bulvy vstupuje v místě slepé skvrny. Z očnice do lebky vstupuje skrze canalis opticus, těsně před hypofýzou se kříží v chiasma opticum s druhostranným nervem, odkud pokračuje jako tractus opticus dále do thalamu.
Zvláštností očního nervu je, že má na svém povrchu mozkové pleny. Toto je dáno embryonálním původem oka, v němž sítnice je neuroektodermovou výchlipkou mozku.
Mezi onemocnění zrakového nervu patří například optická neuritida. Její nejběžnější etiologií je roztroušená skleróza.

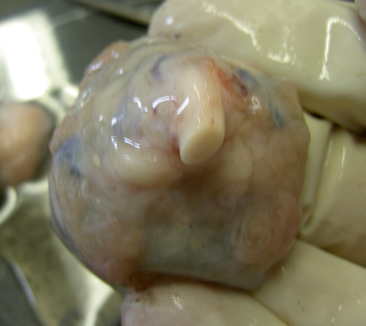
Přeříznutý zrakový nerv v zadní části oka
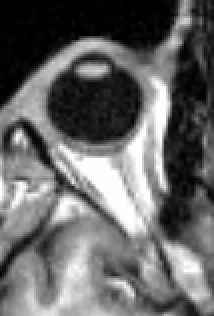
MRI snímek lidského oka znázorňující zrakový nerv
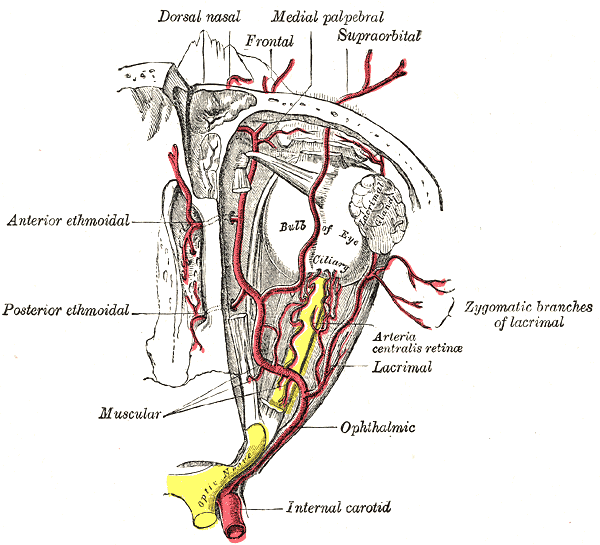
Zrakový nerv znázorněn žlutě. Gray's Anatomy, 1918
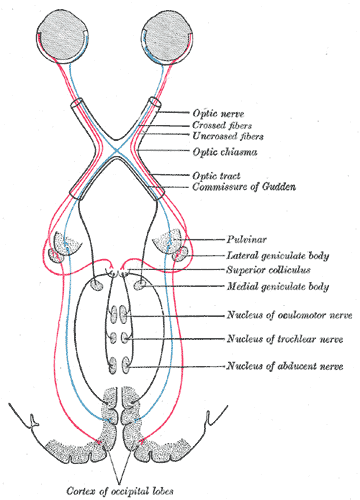
Průběh zrakových nervů. Gray's Anatomy, 1918